# Melanchroia
Melanchroia is een geslacht van vlinders van de familie spanners (Geometridae), uit de onderfamilie Ennominae.

## Soorten
- M. aterea Stoll, 1781
- M. chephise Stoll, 1782
- M. geometroides Walker, 1854
- M. regnatrix Grote, 1867
- M. tepens Walker, 1854
- M. vazquezae Beutelspacher, 1978
- M. venata Rindge, 1961